# (79086) Gorgasali
Pour les articles homonymes, voir Gorgasali.
(79086) Gorgasali est un astéroïde de la ceinture principale.

## Description
(79086) Gorgasali est un astéroïde de la ceinture principale. Il fut découvert le 4 septembre 1977 à La Silla par Richard M. West. Il présente une orbite caractérisée par un demi-grand axe de 2,77 UA, une excentricité de 0,28 et une inclinaison de 33,1° par rapport à l'écliptique.

## Compléments